# Henryk Mrowiec
Henryk Mrowiec (ur. 23 czerwca 1960 w Grodkowie) – polski piłkarz ręczny, występujący na pozycji obrotowego, brązowy medalista mistrzostw świata (1982), medalista mistrzostw Polski.

## Życiorys
Piłkę ręczną zaczął uprawiać w wieku 14 lat. Jego pierwszym klubem był UKS Olimp Grodków (1976-1978). Grę w tym klubie łączył z treningami w Gwardii Opole. W opolskim klubie zadebiutował w I lidze w sezonie 1978/1979. Z opolskim klubem dwukrotnie spadał do II ligi (1980, 1982). W 1983 został zawodnikiem Anilany Łódź, z którą w 1984 zdobył wicemistrzostwo Polski. W tym samym roku powrócił do Gwardii Opole i występował tam do 1991. Jego zespół początkowo występował w II lidze, w 1988 awansował do I ligi, ale w sezonie 1988/1989 zajął 11. miejsce i ponownie spadł do II ligi. W 1991 został zawodnikiem duńskiego klubu Gråsten (grał tam 18 miesięcy), w latach 1993-1996 w belgijskim Sporting Neerpelt, zdobywając z nim dwukrotnie wicemistrzostwo kraju (1993, 1994). W sezonie 1996/1997 był trenerem tego ostatniego klubu. Następnie był jeszcze grającym trenerem w II-ligowym HCO Overpelt i trenerem innych belgijskich klubów niższych lig.
Z reprezentacją Polski juniorów zdobył brązowy medal Młodzieżowych Zawodów Przyjaźni w 1978, a w 1979 zajął z drużyną na tych zawodach 5. miejsce. Z młodzieżową reprezentacją Polski wystąpił na mistrzostwach świata w 1979 (dziesiąte miejsce). W reprezentacji Polski seniorów debiutował 6 grudnia 1980 w towarzyskim spotkaniu z Jugosławią. W 1981 wystąpił na zwycięskich dla Polski mistrzostwach świata grupy „B” (zagrał we wszystkich spotkaniach, zdobył trzy bramki), a w 1982 osiągnął swój życiowy sukces, zdobywając brązowy medal mistrzostw świata grupy „A” (był graczem podstawowej "siódemki", strzelił 10 bramek). W 1984 zajął z reprezentacją piąte miejsce na zawodach Pucharu Świata i trzecie miejsce na zawodach Przyjaźń-84. Wystąpił ponadto na mistrzostwach świata grupy „B” w 1985 (3. miejsce i 12 bramek), mistrzostwach świata grupy "A" w 1986 (14. miejsce i 6. bramek( i 1987 (3. miejsce i 2 bramki). Na tej ostatniej imprezie zagrał ostatni raz w biało-czerwonych barwach - 27 lutego 1987 w spotkaniu z RFN. Łącznie w I reprezentacji Polski wystąpił w 140 spotkaniach, zdobywając 119 bramek.
Mieszka w Neerpelt w Belgii, pracuje w firmie meblarskiej.
W 1982 otrzymał brązowy medal Medal „Za Wybitne Osiągnięcia Sportowe”, w 1993 Diamentową Odznakę ZPRP.
Piłkę ręczną uprawiała także jego żona, Grażyna Mrowiec, z d. Żurawik i syn Marek.